# Tiaro (Queensland)
Tiaro [ˈtaɪroʊ]IPA je městečko v oblasti Fraser Coast Region v Queenslandu v Austrálii. Podle sčítání lidu z roku 2021 mělo 778 obyvatel. Ve městě se od roku 2006 nachází veřejná knihovna a také základní škola.

## Geografie
Město leží na řece Mary 27 km jižně od Maryboroughu a 227 km severně od hlavního města Queenslandu, Brisbane. Dominantními odvětvími průmyslu jsou dřevařství a zemědělství. Městem prochází důležitá dálnice Bruce Highway, která je hlavní pobřežní dálnicí v Queenslandu a přináší městu další příjmy.

## Historie
Věří se, že jméno města je zkomoleninou slova z jazyka Gabi-gabi (z dialektu Dauwabra) znamenající "mrtvé stromy".
Ve městě se také nachází válečný památník, který připomíná muže, kteří sloužili v první světové válce. Památník byl odhalen významným místním rodákem, Sirem Thomasem Williamem Glasgowem, dne 24. dubna 1921.
Najdeme zde také Tiaro Railway Station, bývalou železniční stanici, kterou procházela queenslandská železniční trať "Severní Pobřeží" (North Coast railway line). Stanice byla postavena v roce 1877, tedy o dva roky dříve, než byla dostavena trať z Gympie do Maryboroughu. Sestávala ze staniční budovy a nástupiště, hlavní koleje a dvou vedlejších kolejí, které vedly paralelně s tou hlavní. Poté, co byla stanice uzavřena, byla budova přesunuta na Mayne Street a znovuotevřena jako turistické informační středisko. Přestože hlavní nástupiště bylo odstraněno, dochovaly se části nástupišť vedlejších kolejí.

## Fotogalerie

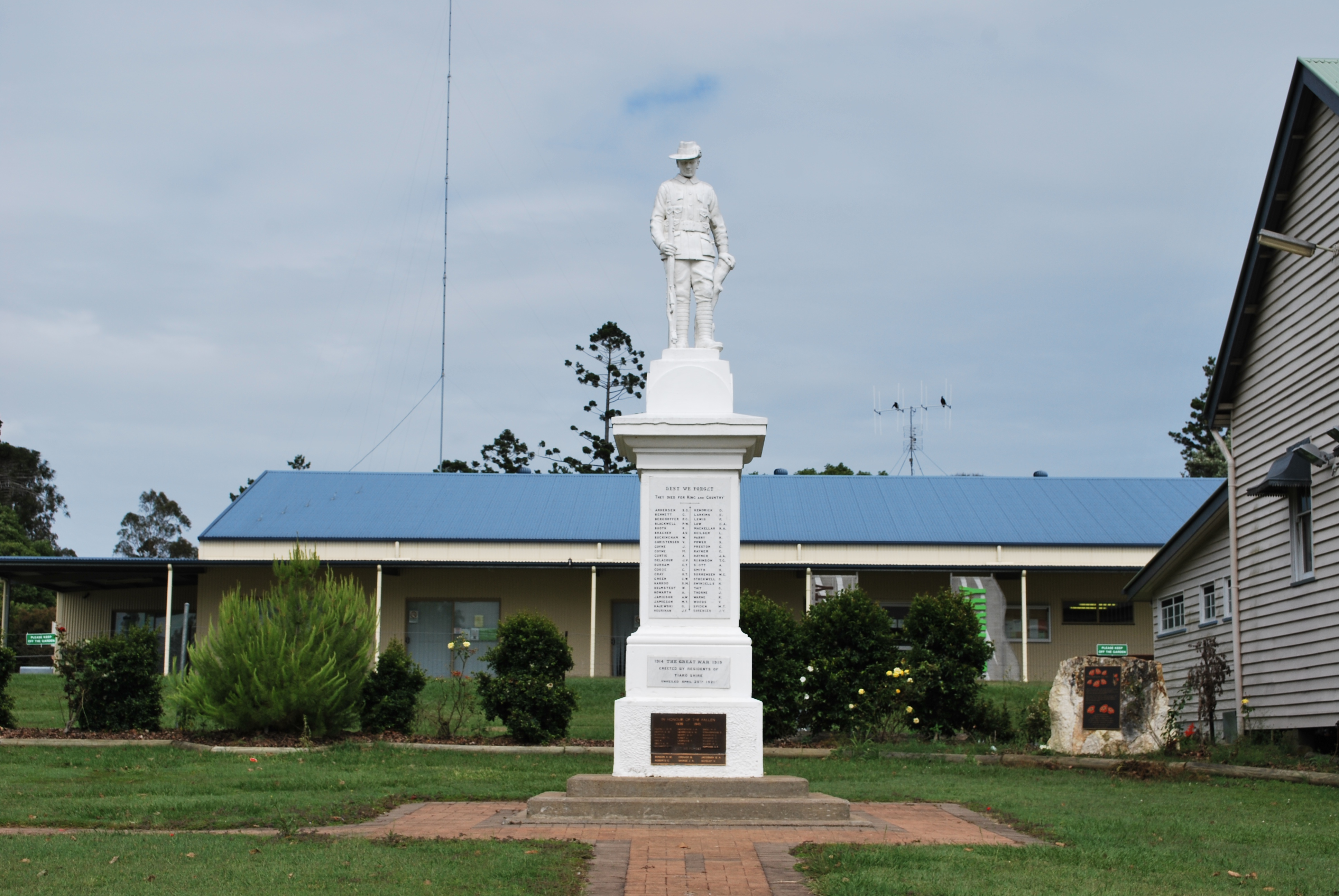
Válečný památník
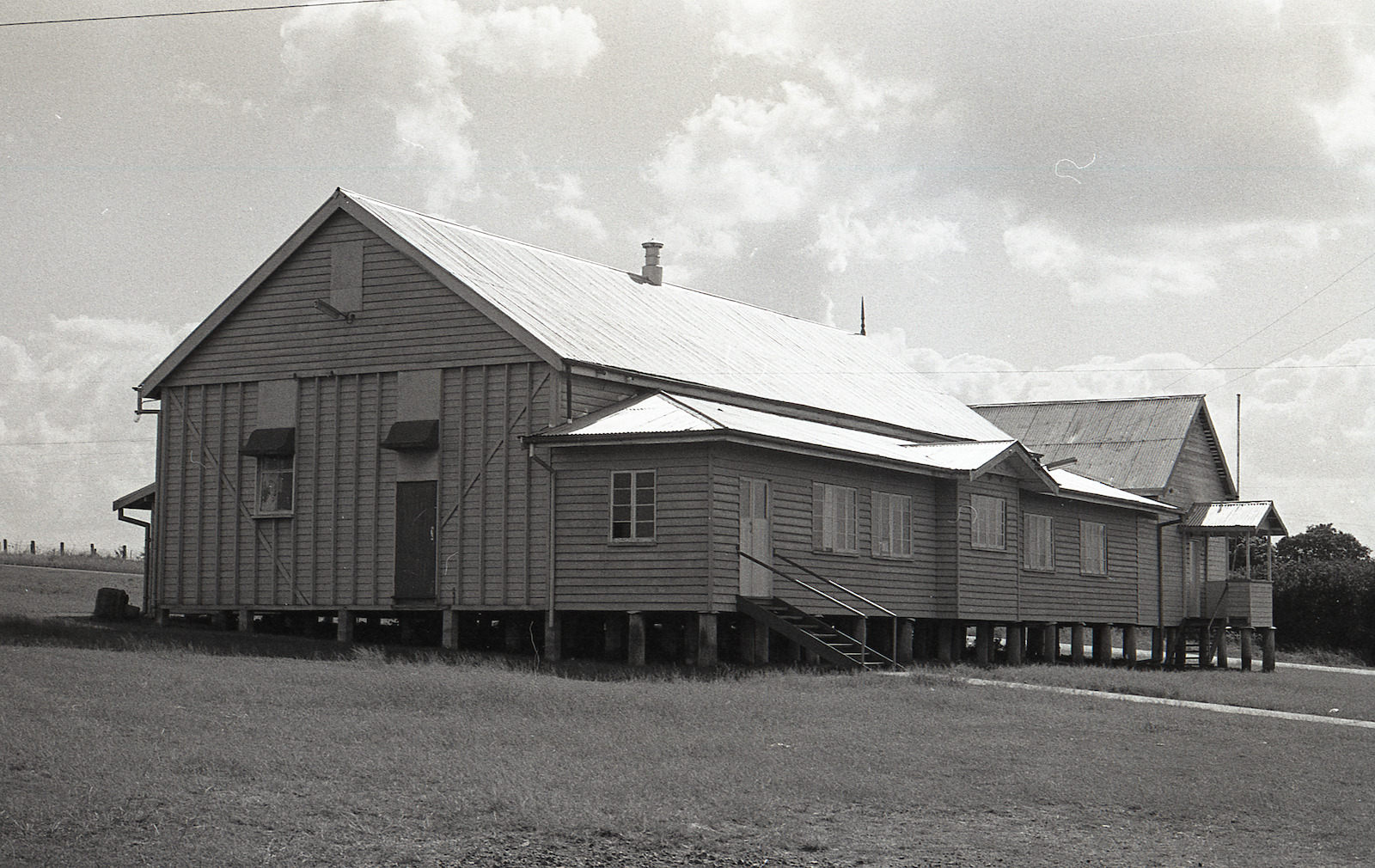
Komunitní budova v Tiaru, 1975
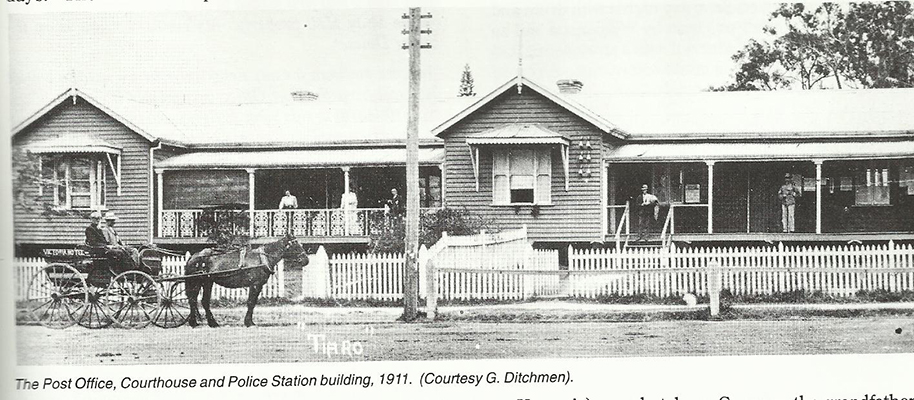
Pošta, soudní budova a policejní stanice v Tiaru, 1911